# ویتالی شاکون
ویتالی شاکون ((به اوکراینی: Віталій Володимирович Скакун)؛ ۱۹ اوت ۱۹۹۶ – ۲۴ فوریهٔ ۲۰۲۲) فرد نظامی اهل اوکراین بود.

## فعالیت‌ها
در طول تهاجم روسیه به اوکراین، گردان شاکون برای محافظت از پل هنیچسک بر روی رودخانه رود دنیپر مستقر شده بود تا پیشروی نیروهای روس به‌سمت شمال شبه‌جزیره کریمه را کند کند. هنگامی که یک ستون زرهی روس به خرسون نزدیک شد، مشخص شد که تنها راه توقف پیشروی این است که پل را از بین ببرد. ویتالی شاکون، که یک مهندس جنگی بود، داوطلب شد تا مواد منفجره را روی پل تعبیه کند. پس از قرار دادن مواد منفجره، شاکون فرصت فرار از پل را نداشت چراکه تانک‌های روس خیلی نزدیک شده بودند. او به سایر سربازان گردان علامت داد تا مین‌ها را منفجر و پل را ویران کنند. او خودش نیز در این انفجار کشته شد و مانع از پیشروی روس‌ها شد. این اقدام او پیشروی دشمن را کاهش داد و به نیروهای اوکراینی این فرصت را داد که تجدید قوا کنند.